# Hlibiv, Nova Ușîțea
Hlibiv (în ucraineană Глібів) este localitatea de reședință a comunei Hlibiv din raionul Nova Ușîțea, regiunea Hmelnîțkîi, Ucraina.

## Demografie
Componența lingvistică a localității Hlibiv
     Ucraineană (96,61%)
     Rusă (1,63%)
     Română (1,49%)
     Alte limbi (0,14%)
Conform recensământului din 2001, majoritatea populației localității Hlibiv era vorbitoare de ucraineană (96,61%), existând în minoritate și vorbitori de rusă (1,63%) și română (1,49%).